# ビーシュマ
ビーシュマ（梵: भीष्‍म、IAST：Bhīṣma）は、叙事詩『マハーバーラタ』の登場人物。クル族の王シャーンタヌとガンガー女神の8番目の息子。クル族の王に仕えることを誓っている彼は望むだけの間、生きることができた。
パーンダヴァ、カウラヴァ両方にとっての大伯父であるビーシュマは比類なき射手であり、戦士でもある。師である聖仙パラシュラーマと戦い勝利している。今際の際にユディシュティラにヴィシュヌ・サハスラナーマを授けている。サンクリティのゴートラに属している。

## 語源
サンスクリット語でビーシュマとは、「恐るべき者」を意味する。
以下に彼の別名を記す。
- デーヴァヴラタ (देवव्रत) - 神に祝福された
- シャーンタナブ (शन्तनब) - シャーンタヌの息子
- ガンガープトラ (गंगापुत्र) - ガンガーの息子
- シャーンタナヴァ (शान्तनव) - シャーンタヌの子孫
- ピターマハ (पितामह) - 父方の祖父
- マハーマヒマ (महामहिम) - 偉大なる王、または比類なき者
- ゴウランガ (गौरांग) - 優れた身体
- シュヴェータヴィーラ (श्वेतवीर) - 白い戦士

## 物語

### 誕生

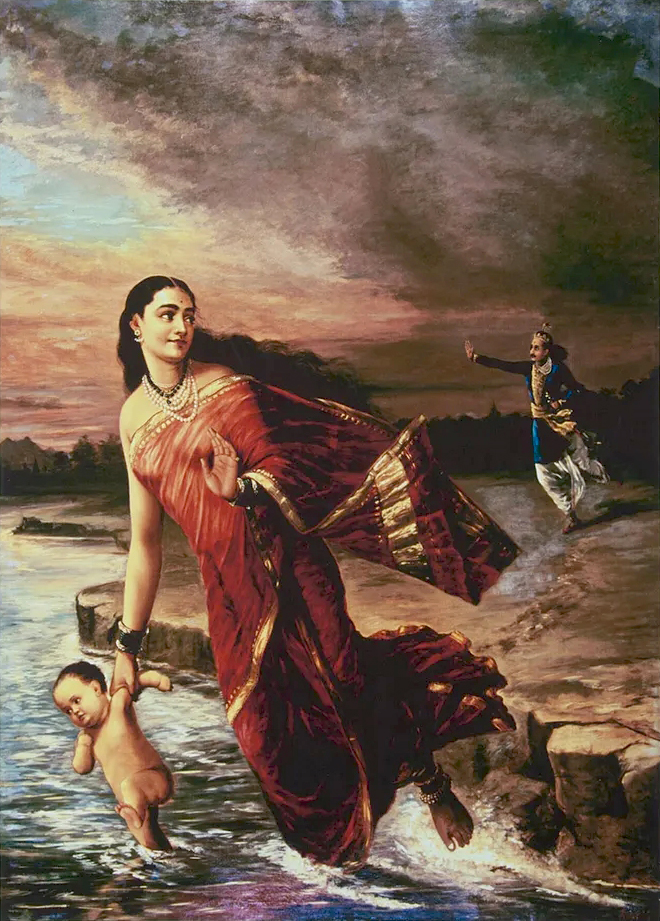
8番目の息子をガンガーが溺れさせようとしているのをシャーンタヌが制止している。

ビーシュマの誕生については以下のような伝説がある。8人のヴァス神群が妻を伴って聖仙ヴァシシュタの僧院を訪れた。ヴァス神群の妻の一人がヴァシシュタの「願いをかなえる牛」を気に入って、夫であるプラバーサに「あれを盗んで欲しい」と頼んだ。プラバーサが牛を盗むと、ヴァシシュタは激怒し、ヴァス神群が地上に人間として生まれてくるよう呪いをかけた。 ヴァス神群達が慈悲を請うと、7人のヴァス神群は「生まれた直後に人間としての生を終えることができる」ようにと、呪いを軽減された。しかし、実行犯であるプラバーサは長らく地上にとどまることとなった。しかしながら、この呪いも軽減されることとなった。プラバーサは地上で最も傑出した人物として生まれて来ることとなったのだ。地上に人間として転生したプラバーサがデーヴァヴラタ（ビーシュマ）である。
デーヴァヴラタが誕生すると、母のガンガーは彼を様々な地に連れて行った。
そこでデーヴァヴラタは以下に示す多くの聖仙から薫陶を受けた(Mahabharata Shanti Parva, section 38)。
- ブリハスパティ：デーヴァ神族の長である聖仙アンギラスの息子。デーヴァヴラタはブリハスパティから王としての徳と政治学等を学んだ。
- シュクラ：ブリグの息子であり、アスラ族の長であるシュクラも同じく政治学を教えた。
- ヴァシシュタ：ヴェーダ補助学をはじめとする聖典を教示した。
- サナトクマーラ：ブラフマーの長男である彼は、デーヴァヴラタに精神と魂についての学問であるアーンヴィークシキーを授けた。
- マールカンデーヤ：シヴァ神から永遠の若さを授かった、ムリカンドゥの不死身の息子であるマールカンデーヤはデーヴァヴタラに僧侶の義務を説いた。
- パラシュラーマ：ジャマダグニの息子。ビーシュマに戦術を授けた。
- インドラ：ヴィヤーサによると、ビーシュマはインドラからも神的な武器を授かっている。

### ビーシュマの聖戒

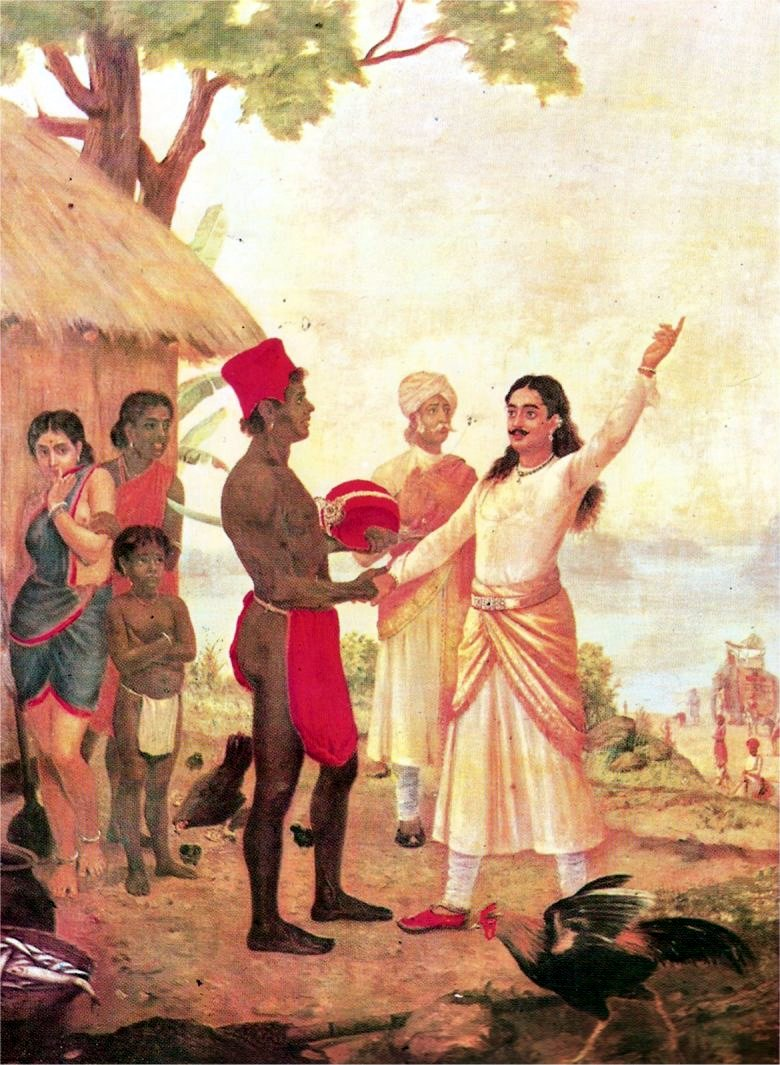
ビーシュマが誓いを述べる場面。

ビーシュマとは「恐るべき誓いをした者」という意味である。この誓いとは生涯独身を貫くことである。元々デーヴァヴラタという名前であったが、父の王位を他に譲るために独身の誓いを立てた後は、ビーシュマと呼ばれるようになった。この誓いは、父シャーンタヌが漁師の娘であるサティヤヴァティーと結婚できるように立てられたものである。サティヤヴァティーの父は「娘の子が王位を継げないのであれば、嫁にやることは出来ない」と言った。これを聞いたデーヴァヴラタはサティヤヴァティーの父親のところに行き、自身が王位を継承する意図がないことを告げた。サティヤヴァティーの父は、「デーヴァヴラタに継承する意志がなくても、その息子が継ぐのだろう」と反論した。デーヴァヴラタは独身の誓いを立て、王位と夫婦愛を捨てた。このことが神々の目にとまり、ビーシュマは祝福を受けることとなった。これにより、彼は自分の死に時を決めることができるようになった。(しかし、より強い呪いによって上塗りされることもありうるので、厳密には不死ではない)
「何故ビーシュマほどの者が王位を捨ててしまったのか？」シャーンタヌに批判が集中した。これから生まれ、王位を継承するシャーンタヌの息子が果たして才知を備えた人間なのかという懸念を人々は抱いていた。これを聞いたビーシュマは「王位を捨てたのは私の意思だ。シャーンタヌはサティヤヴァティーの父に何も誓っていないのだから、父が批判されるのはおかしい」と述べた。宰相が、「もし次代の王にその才能が無ければ、一体誰の責任になるのか？」と聞くと、ビーシュマは「次代の王は必ず先王のようになるだろうし、私はその王に忠誠を誓い、仕えるだろう」と答えた。
後年、異母弟のヴィチトラヴィーリヤの妃を探すため、ビーシュマはスヴァヤンヴァラの競技でアンバー、アンビカー、アンバーリカーの3人の姫を勝ち取った。サウラバの王サルヴァはアンバーと恋仲にあったため、ビーシュマを止めようとしたが、完敗した。ハスティナープルに着く直前、アンバーはビーシュマに、サルヴァと結婚したい意思を打ち明けた。ビーシュマは彼女をサルヴァのもとに送り返したが、ビーシュマに敗北した屈辱から、サルヴァは彼女を拒絶した。落胆したアンバーはビーシュマに婚約を要求したが、過去の誓約があったためビーシュマはこれを断った。アンバーは憤慨し、たとえ何度も生まれ変わることになろうともビーシュマに復讐を果たすことを誓った。
アンバーは聖仙パラシュラーマに懇願した。パラシュラーマは、アンバーと結婚すべきであるとビーシュマに述べたが、ビーシュマはこれを断った。「いくら師匠の言い分でも誓いを破ることは出来ない」と述べると、パラシュラーマはクルクシェートラでの決闘を申し込んだ。戦いの場では、ビーシュマは馬車に乗っていたが、パラシュラーマは生身であった。「公平を期すため、馬車に乗り、鎧を着けて欲しい」とビーシュマが言うと、パラシュラーマはビーシュマに神聖な目を与え、「私を見よ」と言った。ビーシュマが見ると、地球が彼の馬車となり、四ヴェーダが彼の馬となり、ウパニシャッドが手綱となり、 ヴァーユとサーヴィトリーが御者となり、サラスヴァティーが鎧となっていた。ビーシュマは馬車から降り、パラシュラーマの祝福を求め、戦いの許可を求めた。パラシュラーマはビーシュマを祝福し、誓約を守るために戦うことを促した。戦いは23日間続いたがついに決着は付かなかった。
異本によると、23日目にビーシュマはプラシュヴァアストラを使用した。ビーシュマがプラバーサとしての前世で学んだ武器であったため、パラシュラーマはこの武器を知らなかった。この武器は相手を眠らせることができ、ビーシュマはこれによって勝利した。しかし、武器を使う直前、天から「その武器を使うことは師匠に対する侮辱になるぞ」という忠告が聞こえた。祖霊はパラシュラーマの馬車を止め、これ以上戦うのは止めよと告げた。パラシュラーマの父と祖父の霊が現れ、次のように言った。「息子よ。ビーシュマや他の王族と二度と争わないでくれ。戦場における勇敢さはクシャトリヤの義務だ。そして、バラモンの義務は、ヴェーダの研究と厳格な修行に努めることである。お前は過去にバラモンを護るため戦ったが、今はその時ではないはずだ。この戦いを最後にせよ。ブリグ族の勇士よ、ビーシュマを倒す事は不可能だ」
最後に、神はビーシュマを称えた。ビーシュマはパラシュラーマの祝福を求めた。パラシュラーマはアンバーに自分の弟子が不屈であったことを述べた。「最高の武器を用いてもビーシュマを倒すことはできなかった。やつは最高の戦士だ。ビーシュマの庇護を求めよ。他に選択肢はない」と。アンバーはこれを固辞し、「苦行によって自らビーシュマを倒す」と宣言して去っていった。アンバーが、願いを果たすため苦行をしながらシヴァ神に祈祷をすると、シヴァ神が現れ、「お前は来世で男として生まれ変わり、望みは叶えられるだろう」と述べた。ビーシュマは王にふさわしい能力と人格を備えていた。真のクシャトリヤであると同時に卓越した苦行者でもあった。ビーシュマは無用に怒ったりすることは無く、真理と道徳の体現者であり、まさしく本当の人間であった。彼の人生は孤独と悲しみに満ちていた。それはヴァシシュタの呪いによるものだった。しかし、ビーシュマは義務から目を背けることはなかったし、大切な人たちを愛することも忘れなかった。

### 後継者の死後
シャーンタヌとサティヤヴァティーとの間には2人の息子、チトラーンガダとヴィチトラヴィーリヤがいたが、この2人は子を授かる事なく早逝してしまった。ビーシュマの継母であるサティヤヴァティーは、ビーシュマに2人の妻を娶って子を授かることを要求したが、ビーシュマは聖戒を守るため、これを固辞した。すると、サティヤヴァティーはシャーンタヌとの結婚以前に、聖仙パラーシャラとの間に隠し子ヴィヤーサをもうけていたことを明かした。血統を絶やさないためヴィヤーサが呼ばれ、アンビカーとアンバーリカーとの間にドリタラーシュトラ、パーンドゥをもうけた。パーンドゥが死に、盲目のドリタラーシュトラのみが残されると、ビーシュマはパーンダヴァとカウラヴァの世話をしなければならなくなった。ビーシュマは、同じくパラシュラーマの弟子であったドローナを、パーンダヴァとカウラヴァの武術師範とした。ビーシュマは努力したが、パーンダヴァとカウラヴァの対立を止めることができなかった。ビーシュマの再三の忠告にも関わらず、ドゥルヨーダナは憎しみを棄てなかった。ビーシュマはパーンダヴァをよく指導したが、賭博場においてドラウパディーが辱められることを静観していたことは厳しく非難された。ビーシュマが死んだ時、彼は一族の中で最年長であった。生き残った唯一の血族はアルジュナの孫パリークシットであった。

### クルクシェートラの戦い

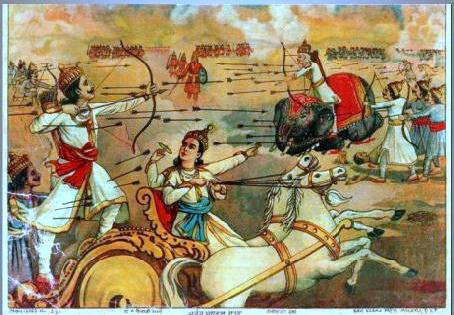
アルジュナとビーシュマの戦い。

クルクシェートラの戦いでは、ビーシュマがカウラヴァの司令官を務めた期間は最も長い10日だった。ビーシュマはしぶしぶカウラヴァ側についたが、いざ戦いが始まると全力を尽くした。ビーシュマは戦いにおいて、パーンダヴァを殺さないことを誓った。彼は孫たちを愛していたからである。ドゥルヨーダナはビーシュマがパーンダヴァを殺そうとしておらず、カウラヴァ軍の犠牲者を増やしていることを非難した。しかし、実際にはビーシュマはカウラヴァ軍を守る非常に強力な守備となっていた。
手詰まりとなったパーンダヴァに、クリシュナは「ビーシュマを直接訪ね、この状況の打開策を聞き出せ」と助言した。パーンダヴァの実直さを信じていたビーシュマは、自らが最大の障壁となっていたことを自覚していたため、自分を倒す方法を教えた。それは、「男女両方の性を備えた人物が私の前に現れれば私は武器を捨てるだろう」というものだった。パーンダヴァはこの言葉を聞いた当初、当惑した。そのような人物を戦争に巻き込むのは忍びないと思っていたからだ。そこにクリシュナが名案を提案した。戦争の10日目、シカンディンがアルジュナの御者としてビーシュマと対峙すると、彼は武器を手放した。無数の矢で撃たれ、ビーシュマは倒れた。その時、アルジュナは憔悴し、悲しみと自責の念に駆られていた。ビーシュマは、アルジュナに放たれた無数の矢に支えられ、その上に横たわった。ビーシュマの頭が支えられずに垂れていたのを見たパーンダヴァとカウラヴァはシルクの枕とビロードを持っていったが、ビーシュマはこれを固辞し、アルジュナに持ってくるよう頼んだ。ビーシュマの渇きを癒すため、アルジュナは地に矢を撃った。すると、水が吹き出てビーシュマの喉を癒した。あるいは彼の母であるガンガーが息子の喉を癒したとも言われている。

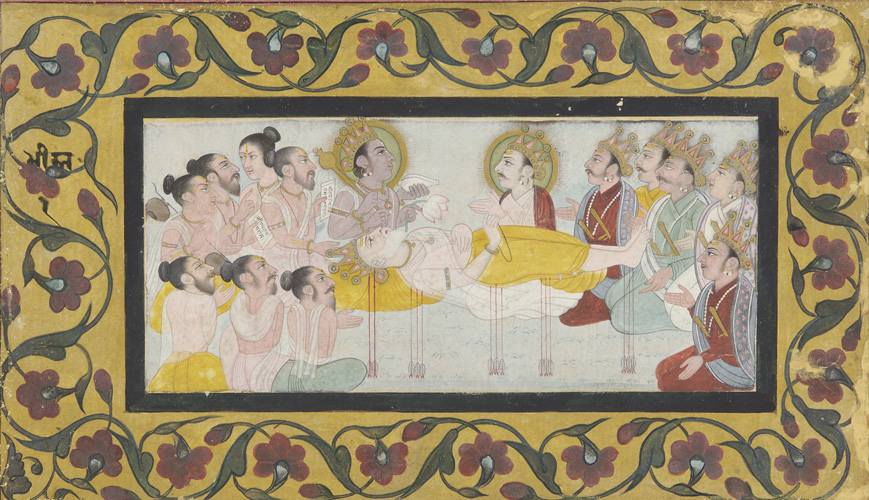
ビーシュマの死。

最後に、ビーシュマは戦うことを止め、静かに自らの死を待った。ビーシュマは矢のベッドに横たわりながら、自らの一族の崩壊を目撃していた。

## 性格と能力

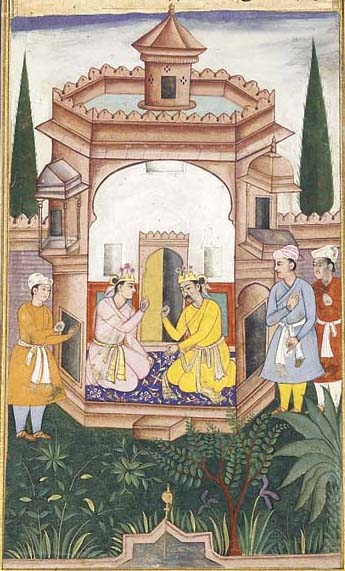
ユディシュティラとビーシュマ, from the Razm-namah, by Fattu, 1598

ビーシュマは自己犠牲の象徴として描かれる事が多い。ビーシュマは最高のブラフマチャリヤであり、当時の最高の戦士でもあった。彼は王にふさわしい傑出した才能と人格を備えていた。彼は真の武人であると同時に卓越した苦行者でもあった。彼のように二つを兼ね備えた者は非常に稀である。もちろん、彼はインド神話最大の英雄の一人。彼は不要な時には決して感情や怒りを表に出さなかった。真実と義務の象徴であったビーシュマは、あらゆる意味で真の人間であった。彼ほどの人物が人生を孤独と悲しみの中生きたのは、不幸であった。しかし、そうしなければヴァシシュタの呪いは解けなかった。ビーシュマの人生が苦しみに満ちている事は運命により定められていた。しかし、ビーシュマは義務から目を背ける事はなかったし、大切な人たちを愛する事も忘れなかった。しかし、ビーシュマの人生に全く非が無いわけでは無かった。ビーシュマは弟のためにカーシー国から3人の王女を攫っている。また、彼はドゥルヨーダナを更生させる事ができなかったし、ドラウパディーが衆目の中衣服を剥がれるのを止める事もできなかった。ビーシュマは最も熱心なクリシュナ信仰者の一人であった。彼はパーンダヴァとカウラヴァの間に立って戦を止める事に尽力した。クルクシェートラの戦いの最中にも、彼は二つの軍隊の衝突を避ける事で戦の規模を抑えようとした。彼が地に落ちた後も、両軍に戦争を止めるよう説得を続けていた。戦争後、矢のベッドに横たわりながら、ビーシュマはユディシュティラに王としての義務を説いた。ビーシュマは常に法（ダルマ）を重視していたが、不法（アダルマ）を行う主君のドリタラーシュトラには従わざるを得なかった。クルクシェートラの戦いの最中、クリシュナはビーシュマに助言した。「もし戒律が社会に害悪を成す場合、それを破ってでも道徳的な義務に従うべきである」と。ビーシュマは戦士であり、指導者（アーチャリヤ）でもあった。そのため、ビーシュマーチャリヤとも言われていた。